# Rosa zuvandica
Rosa zuvandica es una especie de planta del género Rosa, de la familia Rosaceae.

## Taxonomía
Rosa zuvandica fue descrita por Gadzh. en 1977.

## Distribución
Se encuentra en el territorio de Transcaucasia.